# Бульвар Сен-Лоран (Монреаль)
Бульвар Сен-Лоран (фр. Le Boulevard Saint-Laurent) — бульвар в центре города Монреаля, провинция Квебек, Канада, одна из основных транспортных и торговых артерий этого крупнейшего города провинции, в прошлом имевший также важное культурно-символическое значение.

## История
После падения Новой Франции Монреаль перешёл под власть британской короны. Стремясь ассимилировать местное франкоканадское население, британские колонисты наводнили Монреаль и некоторое время на протяжении большей части XIX века даже составляли свыше половины его населения, а также абсолютно доминировали в ключевых отраслях политики и экономики города. Отношения между двумя общинами продолжали носить сложный характер со скрытым конфликтным потенциалом. Поощряемая ассимиляция, казнь Луи Риеля, бытовые оскорбления и сегрегация привели к тому, что даже британские путешественники начала XX века описывали Монреаль как «типично английский город», в котором по каким-то «абсолютно непонятным им причинам все рабочие говорили по-французски». Бульвар Сен-Лоран, и в особенности его пересечение с улицей Сен-Катрин, служили той самой негласной чертой, которая поделила город на две части. К западу от него располагались более или менее состоятельные англоязычные кварталы, к востоку — в основном рабочие кварталы франкофонов, а между ними пролегала буферная полоса, где оседали аллофоны — недавние иммигранты из третьих стран, особенно массово прибывавшие в Канаду в конце XIX — начале XX веков и тяготевшие в основном к англоязычному миру. Тем не менее, по мере своего роста, Монреаль продолжал поглощать множество мелких франкоязычных деревушек и хуторов. Кроме того, в город продолжали мигрировать франкоязычные крестьяне со всего Квебека, и вскоре франкоязычное большинство вернулось в город, а после Тихой революции вновь стало контролировать все его основные отрасли. В настоящее время франкофоны составляют 65,7 % населения города, англофоны — лишь 12,3 %, поэтому разделительная роль бульвара потеряла своё значение, так как французский язык начал интенсивно наступать на запад города.

## Галерея

Перекрёсток бульваров Сен-Лоран и Сен-Жозеф